# Jour de la Liberté : Nos forces de défense
Pour les articles homonymes, voir Jour de la liberté (homonymie).
Pour plus de détails, voir Fiche technique et Distribution.
Jour de la Liberté : Nos forces de défense (Tag der Freiheit - Unsere Wehrmacht) est un film de propagande nazie réalisé par Leni Riefenstahl lors du septième Congrès du Parti NSDAP (« Parti de la Liberté ») qui s'est tenu du 10 au 16 septembre 1935 à Nuremberg.
La réintroduction du service militaire obligatoire en 1935 donne à Leni Riefenstahl l’occasion de réaliser un film. 
Le tournage a lieu entre le 10 et le 16 septembre 1935 mais tire son titre de la journée de la Wehrmacht du 17 septembre. Le film visait à satisfaire l'armée, qui avait fait part de sa vexation auprès d'Hitler de ne pas avoir été suffisamment représentée dans Le Triomphe de la volonté.
Le film est le dernier d'une trilogie consacrée aux congrès du parti nazi et fait suite aux films La Victoire de la foi (1933) et Le Triomphe de la volonté (1935).

## Fiche technique
- Titre original : Tag der Freiheit - Unsere Wehrmacht
- Titre français : Jour de la Liberté : Nos forces de défense
- Réalisation : Leni Riefenstahl
- Scénario : Leni Riefenstahl
- Photographie :
- Montage :
- Musique : Peter Kreuder
- Pays d'origine :  Reich allemand
- Langue originale : allemand
- Format : noir et blanc
- Genre : Documentaire
- Durée :
- Dates de sortie :
  - Troisième Reich : 30 décembre 1935 (Ufa Palast am Zoo,  Berlin)

## Personnalités apparaissant dans le film
- Hermann Göring
- Rudolf Hess
- Adolf Hitler
- Werner von Blomberg
- Werner von Fritsch